# Capex
Capex (dal inglese CAPital EXpenditure, in italiano spese in conto capitale) indica in economia aziendale l'ammontare di flusso di cassa che un'impresa impiega per acquistare, mantenere o sviluppare le proprie immobilizzazioni operative, come edifici, terreni, impianti o attrezzature.
La sua controparte, la spesa operativa o Opex, rappresenta invece i flussi di cassa che un’impresa affronta per la gestione quotidiana come, ad esempio, la manutenzione ordinaria, gli affitti, la manodopera o le spese pubblicitarie.
Mentre i costi sostenuti per provvedere alle spese Opex sono interamente dedotti nel periodo in cui sono stati sostenuti, le spese Capex sono ammortizzate nel tempo, il che significa che il costo è ripartito in diversi periodi finanziari.

## Descrizione
In generale si può parlare di spese in conto capitale quando il bene è stato appena acquistato oppure quando il flusso di cassa è stato impiegato al fine di estendere la vita utile di un bene esistente. Per esempio, l'acquisto di una fotocopiatrice è da considerarsi Capex, mentre il costo annuale per carta, toner, alimentazione e manutenzione rappresenta l'Opex. Per sistemi più estesi come quelli di business, l'Opex può anche includere il costo della manodopera e quelli dei siti, come l'affitto ed i relativi servizi.

## Regole contabili
Ai fini fiscali, il Capex è un costo che non può essere dedotto nell'anno in cui è pagato o sostenuto e deve essere capitalizzato. La regola generale è che se la vita utile della proprietà acquisita è maggiore dell'anno imponibile, il costo deve essere capitalizzato. I costi legati alle spese in conto capitale sono quindi ammortizzati o svalutati nel corso della vita del bene in questione.
Le spese in conto capitale comprendono gli importi spesi per: 
1. acquisire immobilizzazioni (in alcuni casi immateriali)
2. riparare un bene esistente al fine di estenderne la vita utile
3. implementare un bene esistente
4. preparare un bene all'utilizzo nell'attività d'impresa
5. ripristinare la proprietà di un bene o adattarlo ad un uso nuovo o differente
6. avviare o acquisire un nuovo business

Una domanda ricorrente per la contabilità di una qualsiasi azienda è se determinati costi debbano essere capitalizzati o spesati in economico. I costi spesati in conto economico appaiono in bilancio semplicemente come costi relativi al periodo in cui sono stati sostenuti. I costi capitalizzati, invece, sono ammortizzati o svalutati nel corso di più esercizi. La maggior parte dei normali costi aziendali possono essere sia spesati in conto economico che capitalizzati, ma alcuni costi potrebbero essere contabilizzati in entrambi i modi, in base alle preferenze dell'azienda. Anche gli interessi capitalizzati, se applicabili, sono distribuiti durante la vita utile del bene. La contropartita delle spese in conto capitale è la spesa operativa o costo operativo (Opex).